# La Rochelle le journal
La Rochelle le journal est le journal officiel d’informations de la ville de La Rochelle, édité par le service communication de la mairie. Il traite de l'actualité de la ville et de sa communauté d'agglomération, que ce soit du point de vue politique, économique ou social.
Tiré à 46 650 exemplaires cinq fois par an, c'est un bimestriel (parutions en février, avril, juin, octobre et décembre) distribué gratuitement à la fois :
- imprimé sur du papier recyclé ;
- en document informatique disponible sur Internet[1].
- sur disque compact disponible à la Bibliothèque sonore de La Rochelle.